# Alfonsina y el mar
Alfonsina y el mar (Alfonsina et la mer) est une zamba composée par le pianiste argentin Ariel Ramírez et l'écrivain Félix Luna, publiée pour la première fois dans le disque de Mercedes Sosa « Mujeres Argentinas » en 1969.
La chanson a été publiée au format 33 1/3 par Philips en 1969. La face A comprenait Alfonsina y el mar, tandis que la face B comprenait l'air nordique de la cueca Juana Azurdu, appartenant également à l'album « Mujeres Argentinas ». 

## Inspiration
La chanson Alfonsina y el mar est inspirée par l'histoire de Alfonsina Storni qui s’est suicidée en 1938 à Mar del Plata en sautant dans l’eau depuis un brise-lames.

## Interprétations
La chanson est interprétée par de nombreux musiciens et chanteurs dont notamment Mercedes Sosa, Nana Mouskouri, Miguel Bosé, Violeta Parra, Andrés Calamaro, et José Carreras, Rosalia ou encore Cazzu Maria Mattar avec le pianiste Argentin Lito Vitale.  
Bernard Lavilliers reprend cette mélodie sous le titre Possession dans son album Causes perdues et musiques tropicales en 2010. En 2012, Florent Pagny, la reprend dans son album Gracias a la vida. 
Le jazzman suédois Bobo Stenson en a réalisé avec Anders Jormin et Paul Motian une version lente et au rythme altéré lui donnant un ton  mélancolique. Avishai Cohen la chante également en s'accompagnant à la contrebasse. Le pianiste italien Giovanni Mirabassi a repris le morceau sur son album Terra Furiosa.
Maurane l'a aussi interprétée sur scène en 2015 avec son ancien compagnon Pablo Villafranca.